# ベター・ビー・グッド・トゥ・ミー
「ベター・ビー・グッド・トゥ・ミー」（Better Be Good to Me）は、アメリカ合衆国のロック・バンド、スパイダー（Spider）が、1981年にアルバム『ビトウィーン・ザ・ラインズ』で発表した楽曲。この曲は、ティナ・ターナーがアルバム『プライヴェート・ダンサー』（1984年）で取り上げたことで知られ、ティナのヴァージョンには「あなたのとりこ」という日本語タイトルが付けられた。

## オリジナル・ヴァージョン
この曲は、スパイダーのキーボーディストであったホリー・ナイトが、ソングライター・チームのニッキー・チン&マイク・チャップマンと共作したもので、チャップマンはプロデュースも担当した。本作を収録したアルバム『ビトウィーン・ザ・ラインズ』は、アメリカのBillboard 200で185位に達した。
ヨーロッパでは、『ビトウィーン・ザ・ラインズ』収録曲「I Love」をB面に収録したシングルとしてもリリースされた。アメリカでは、B面に「Between The Lines」と「I Can't Love This Way Anymore」を収録したプロモーション盤12インチ・シングルが存在する。

## ティナ・ターナー・ヴァージョン
ティナ・ターナーは、1984年5月発表のアルバム『プライヴェート・ダンサー』でこの曲を取り上げて、同年にはシングル・カットしている。フィクスのサイ・カーニンとジェイミー・ウェスト＝オーラムがレコーディングに参加し、プロデュースもフィクスのプロデューサーであるルパート・ハインが担当した。
ティナの母国アメリカではBillboard Hot 100で5位、『ビルボード』誌のダンス・ミュージック／クラブ・プレイ・シングル・チャートでは16位、メインストリーム・ロック・チャートでは32位に達した。ティナのヴァージョンは、グラミー賞最優秀ロック・ボーカル・パフォーマンス賞を受賞。
このヴァージョンは、1984年にアメリカのテレビドラマ『マイアミ・バイス』のサウンドトラックで使用され、同作のオリジナル・サウンドトラック・アルバムにも収録された。なお、ティナ・ターナーのアルバム『プライヴェート・ダンサー』および、後にリリースされたベスト・アルバムの日本盤CDでは、本作の日本語表記は「あなたのとりこ」で定着しているが、『マイアミ・バイス』関連の日本盤CDでは「ベター・ビー・グッド・トゥ・ミー」と表記されている。